# یاووز (امیرداغ)
یاووز (به ترکی استانبولی: Yavuz) یک منطقهٔ مسکونی در ترکیه است که در امیرداغ واقع شده‌است.